# 魔喪
魔喪（マモ、5月5日 - ）は、大分県生まれ熊本県育ちの日本のミュージシャン・ボーカリスト。
ヴィジュアル系ロックバンド「R指定」でボーカル及び作曲家を担当する。公式プロフィール上では熊本県出身と記載されているが、出生は母方の実家である大分県であるため、正確な出身地は大分県である。血液型A型。

## 略歴

### 幼少期
母方の実家である大分県内の病院で出生後すぐに熊本県へ引っ越した。物心がついた頃から片親であり、親の離婚に伴って兄とは別々になった。マモは母方についた。

### 学生時代
小学校に進学すると動物やゲームを好むようになり、捨てられていた動物を拾ってきては怒られる日々を繰り返していた。運動部に加入するもすぐに退部し、勉強も嫌いだったが、図画工作や音楽の授業は好きだった。しかし、当時から遅刻魔であったため、通知表に「遅刻が多いです」という旨を書かれていた。中学校は地元の県立校に進学し、中学一年生の段階で髪を赤く染め、ピアスを開け始めていた。また、当時からバンドが好きで興味を持ったきっかけとしてDIR EN GREYの『残-ZAN-』を挙げている。親から貰うジュース代をコツコツと貯め、それをCDの購入代金に充てていた。
小学校のころから好きだった図画工作等からゲームクリエイター、漫画家になるのを目指していた。その頃に母親の恋人である男性からクラシックギターを貰い、独学で会得していった。Jポップのコピーから自作の曲も演奏していた。しかし、中学二年生から学校へ通うことをやめた。中学三年生の頃には捜索願いを出されたこともあるが、無事に卒業し私服で通学できるバスで一時間あまりかかる高校へ進学。中学三年生から高校一年生までの春休みの期間でバンドを結成した。当時のパートはギターであった。初めからオリジナル曲を演奏していた。

### R指定
2006年、前身となるバンドを七星と一緒に結成。幾度かのバンド名の変更を経て、2008年に宏崇が加入したタイミングでバンド名を「R指定」として活動開始する。

### ソロ活動（2018年 - ）
2018年5月5日、ファッションブランド「himeyuri.secret」を設立。
2019年12月29日、ツアーファイナルを両国国技館で開催し、これをもってR指定の活動凍結（活動休止）した。
2020年11月1日、「魔喪」名義でソロプロジェクト「生憎の雨。」として活動開始。

### 夕暮れガールスーサイド
2022年12月24日をもってミオヤマザキを脱退したギタリストtakaと共に新バンド「夕暮れガールスーサイド」を結成し、同年12月25日に始動発表及びオフィシャルYouTubeにてファアストシングル「夕焼け幸子」のプロモーションヴィデオを公開。また、当バンドではmamo名義で活動。2023年1月1日にはファアストシングル「夕焼け幸子」をデジタルリリースする。同年3月17日に池袋EDGEにて初となるデモンストレーションライヴ 「ゆうやけこやけでまたあした」を開催。

## 人物
高音に加え、叫びに似たデスボイスを発声する。キャッチーな言葉を積極的に選択し、理解のしやすい言葉の使用が多く見られる。R指定のコンセプトとして”病み”を掲げているため”リストカット”や”メンヘラ”といった言葉の使用も多い。
ブログやTwitter、755等のSNSを活用している。Twitterは当初期間限定での活動を計画していたが、期間を延長している。また、Twitterは時事問題に絡めた発言が多く、炎上が多発する。一度凍結したことがある。
己龍のメンバーや、BugLugのメンバー等事務所の垣根を越えて交友関係を多く持っている。同等のコンセプトを掲げているミオヤマザキとの親交も深い。

## 使用機材
- エレクトリック・ギター
  - Fender - ワインレッドのテレキャスター。
2017年12月21日の「『メンヘラの集い2017』～大阪編～」にてギターの投げ渡しを失敗し、ネックが折れるもevolution guitars inc.によって修理される。
  - Fender - サンバーストのテレキャスター。
  - Fender - 白色のストラトキャスター。
  - Fender - 赤色のジャガー。
  - GrassRoots - G-P-50J。
PIERROTのギタリスト潤の廉価版モデル。
- エレクトリックアコースティックギター
  - Fender
- エレクトリックベース
  - PLAYTECH - 黒いジャズベース。

## ディスコグラフィ

### デジタル・シングル
- 嘔吐（2021年1月23日）
- インスタ映えない（2021年1月23日）
- 終雪 -Nostalgic Edition-（2021年12月25日）
- 君の腕が雨を降らすなら（2022年6月8日）
- ぼくの神様（2022年11月20日）

### ミニ・アルバム
- ぼくらはみんなサイコパス（2021年5月5日）
- 洗脳（2021年10月31日）

### ベスト・アルバム
- TOKYO PANDEMIC.（2022年3月23日）